# Louisa Holthuysen
Sandrina Louisa Geertruida (Louisa) Holthuysen (Amsterdam, 28 november 1824 – aldaar, 30 januari 1895) was een Nederlands kunstverzamelaar. Ze is de stichter van het Huis Willet-Holthuysen, ze liet haar huis en bezittingen na aan de stad Amsterdam met instructies om er een museum te maken.
Holthuysen was enig kind van Pieter Gerard Holthuysen, die fortuin had gemaakt als koopman in vensterglas en Engelse steenkool, en Sandrina Louisa Lepeltak. Het gezin Holthuysen maakte tussen 1833 en 1856 ieder jaar een reis door Europa, per rijtuig, trein en schip, altijd vergezeld door hun personeel en hun hondjes. In 1855 kocht het echtpaar Holthuysen het pand Herengracht 605. Kort daarna overleed moeder Holthuysen (1856) en twee jaar later haar vader. Louisa erfde het huis met de inboedel en woonde daar tot 1861 met haar huisdieren, gezelschapsdame Mathilde Kleinmann en het overige personeel.
Holthuysen trouwde in 1861 met Abraham Willet (1825-1888). Zij hadden elkaar enkele jaren eerder al ontmoet, maar aangezien hij geen maatschappelijk aanzien genoot en een bohemienachtig leven leidde in Parijs, stemde de vader van Louisa niet in met een huwelijk. Na diens overlijden stond hen niets meer in de weg. Het stel trouwde, beide 36 jaar oud, op huwelijkse voorwaarden. Louisa hield dus volledige zeggenschap over haar eigendommen. Ze gaf haar man een toelage van 4.000 gulden per jaar.
Holthuysen had haar voorliefde voor beeldende kunst, theater en literatuur meegekregen van haar vader. Het echtpaar Willet-Holthuysen bezocht geregeld concerten en toneel- en operavoorstellingen. Zij hadden een buitenhuis in Le Vésinet. Mevrouw Willet bouwde een collectie op van schilderijen van eigentijdse Franse en Nederlandse meesters; genretaferelen, dierstukken en bloemstillevens. Haar duurste aankoop was een pronkstilleven van Blaise Alexandre Desgoffe, voor 5.000 gulden. Ze bracht haar tijd verder door met winkelen met haar gezelschapsdame, wandelen met haar hondjes en het ontvangen van visites.
Abraham Willet overleed in 1888, zijn vrouw overleefde hem een aantal jaren. Het echtpaar had geen kinderen. Louisa liet het huis, de inboedel en de kunstcollectie na aan de stad Amsterdam, op voorwaarde dat in het pand een museum zou worden gevestigd dat de naam van haar en haar man zou dragen.

## Externe link

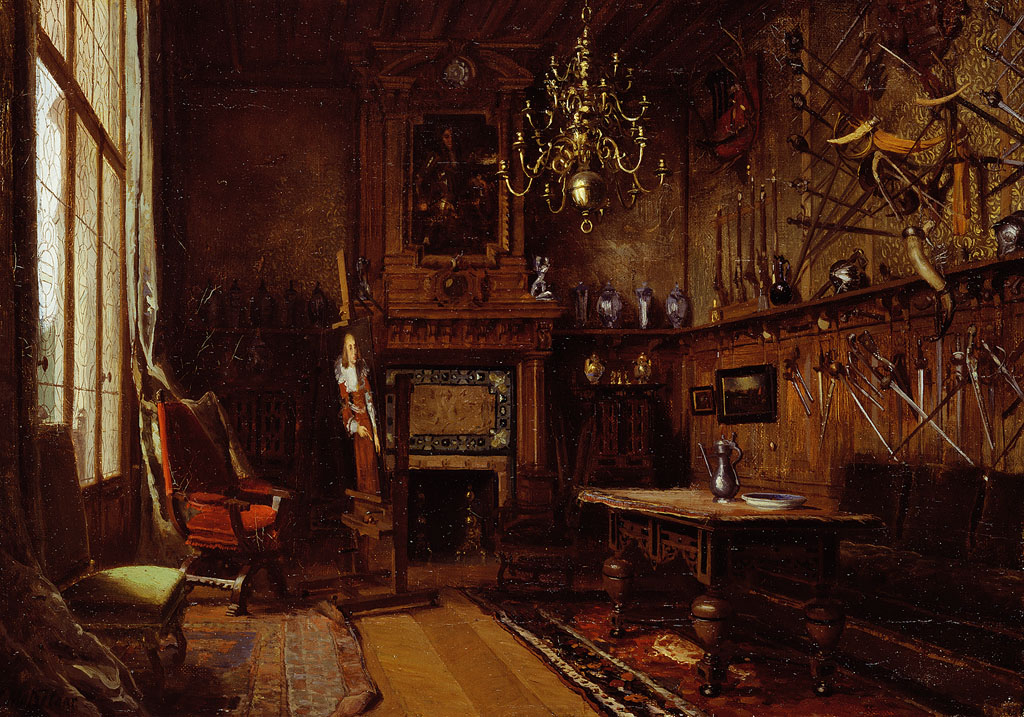
Het atelier van echtpaar Willet-Holthuysen in Le Vésinet
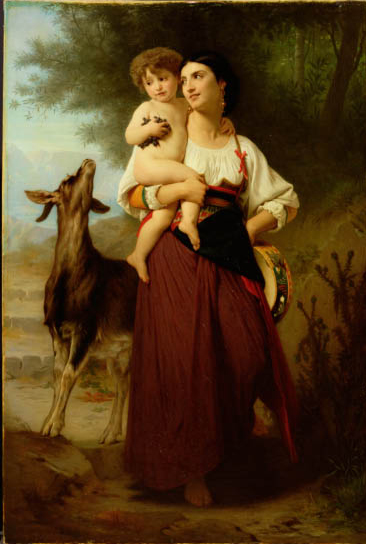
Jonge moeder in dracht der Campagna
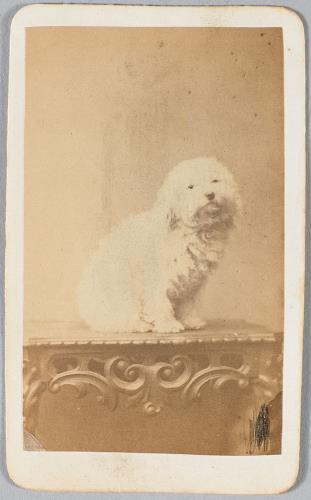
Louisa Holthuysen's schoothondje die hiervoor minuten-lang moest stillzitten, ca. 1870
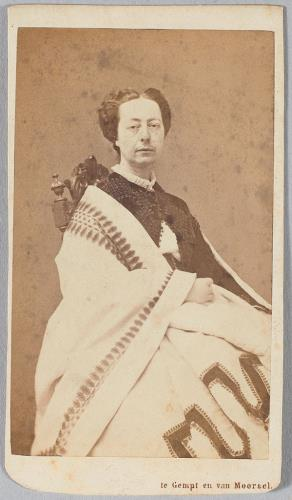
Louise Holthuysen, ca. 1864
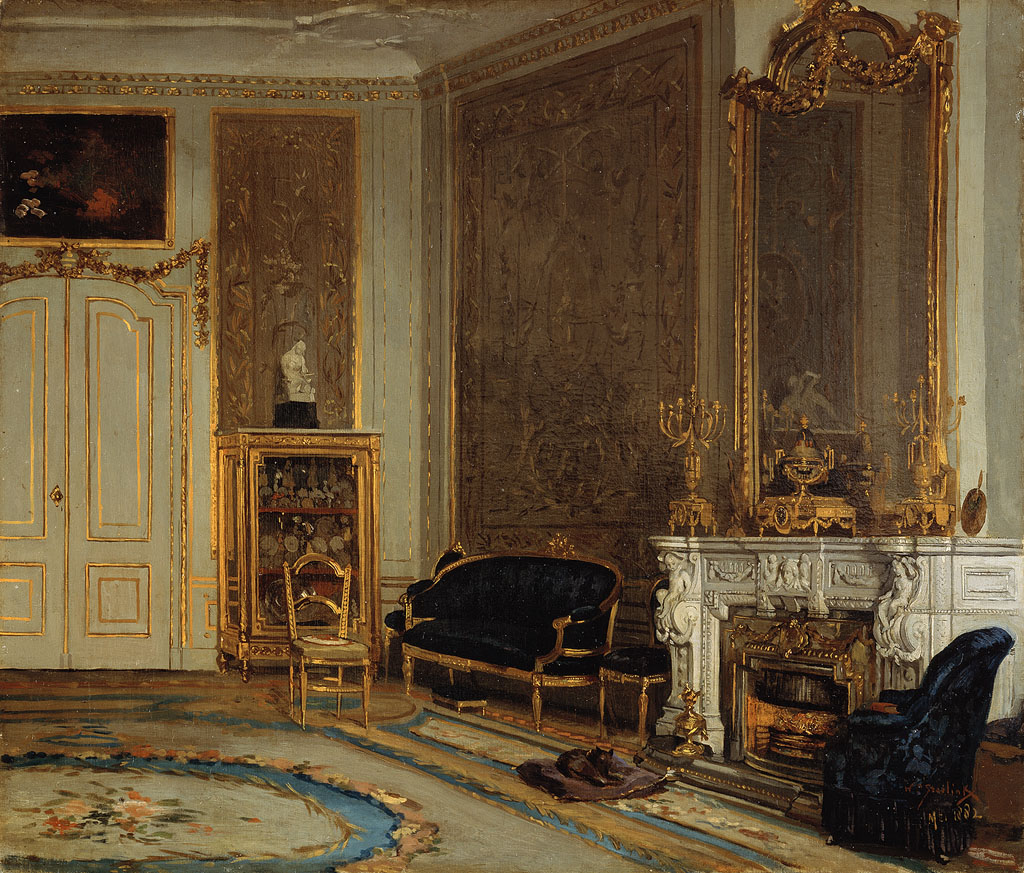
De zaal in het huis A. Willet-Holthuysen, Herengracht 605, door Willem Steelink jr., 1882
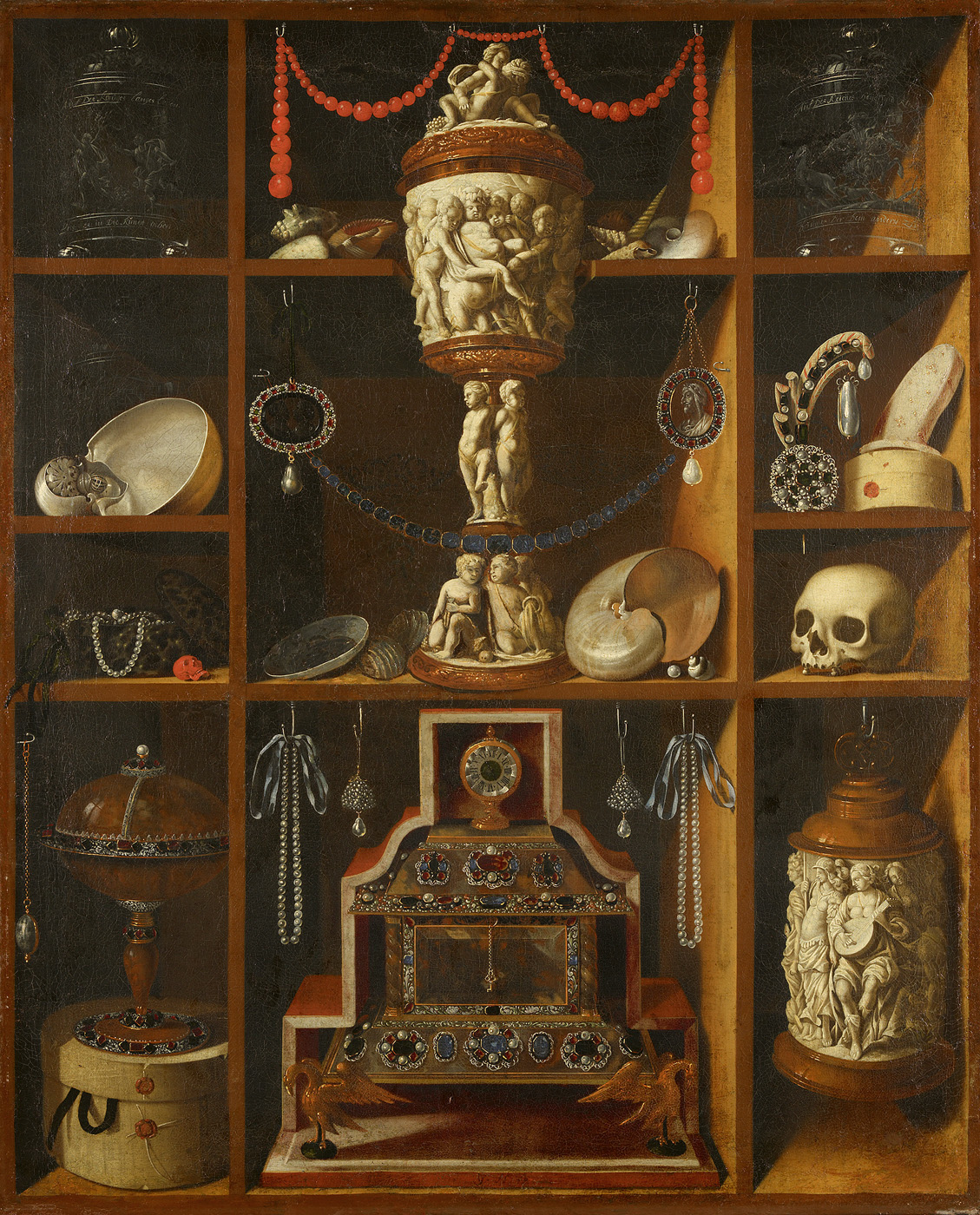
Rariteitenkabinet door Johann Georg Hainz